# Окуневич, Владимир Лаврентьевич
Владимир Лаврентьевич Окуневич (1908, г. Витебск — 13.07.1941, у Гавриловских островов в Баренцевом море (69°14′ с. ш. 35°57′ в. д.)) — советский капитан гражданского (1932—1941) и военного (в 1941) флота. Капитан рыболовного траулера РТ-102 «Валерий Чкалов», после мобилизации судна — сторожевого корабля Северного флота «Пассат».

## Биография
Родился в Витебске в 1908 году. 

### Семья
Белорус. После смерти отца воспитывался в детском доме.
Супруга — Окуневич Мария Игнатьевна, из города Инсар Мордовской АССР. У супругов была дочь. В Мурманске жили на ул. Шмидта, д.43, кв.6.  

## Гражданская карьера
В 1931 году окончил Ленинградский морской техникум, получил диплом штурмана. Работал в Балтийском пароходстве, с 1932 года — в Мурманском траловом флоте. Прошёл путь от второго помощника до капитана рыболовного траулера: с 1932 — 2-й помощник капитана, с 1940 — капитан РТ66 «Мурманск», с июня 1941 — РТ-102.

### Военная карьера
Призван Кировским военкоматом города Мурманска, получил воинское звание «лейтенант». С началом Великой Отечественной траулер РТ-102 переоборудовали под сторожевик, вооружив двумя 45-мм пушками 21-К и двумя пулемётами «Максим».
12 июля 1941 года «Пассат» получил приказ сопроводить из Мурманска в Иоканьгу конвой из двух спасательных судов ЭПРОНа — переоборудованных РТ-67 «Молотов» (командир А. А. Пушкин) и РТ-32 «Кумжа» с 40-тонными судоподъёмными понтонами.
13 июля 1941 года вышел конвой под общим командованием воентехника 2-го ранга А. И. Кулагина. Корабли следовали кильватерной колонной, во главе которой был РТ-67 с командиром отряда на борту, а замыкающим — РТ-32. В районе острова Харлов пять немецких эскадренных миноносцев атаковали советский конвой. СК «Пассат» принял неравный бой с тремя эсминцами противника. «Благодаря дерзким, героическим действиям моряков под командованием В. Л. Окуневича, одному из конвоируемых судов удалось уйти под укрытие в бухту», отмечается в очерке о подвиге в газете «Рыбный Мурман» 1966 года. «Пассат» затонул, не спустив флага, спаслись лишь два краснофлотца. РТ-67 тоже погиб.